# New Roads
New Roads es una ciudad ubicada en la parroquia de Pointe Coupee en el estado estadounidense de Luisiana. En el Censo de 2010 tenía una población de 6993 habitantes y una densidad poblacional de 587,65 personas por km².

## Geografía
New Roads se encuentra ubicada en las coordenadas 30°4′7″N 89°56′20″O / 30.06861, -89.93889. Según la Oficina del Censo de los Estados Unidos, New Roads tiene una superficie total de 11.9 km², de la cual 11.9 km² corresponden a tierra firme y 0 km² es agua.

## Demografía
Según el censo de 2010, había 6993 personas residiendo en New Roads. La densidad de población era de 587,65 hab./km². De los 6993 habitantes, New Roads estaba compuesto por el 32.99% blancos, el 60.17% eran afroamericanos, el 0.3% eran amerindios, el 2.9% eran asiáticos, el 0.04% eran isleños del Pacífico, el 1.88% eran de otras razas y el 1.72% pertenecían a dos o más razas. Del total de la población el 5.25% eran hispanos o latinos de cualquier raza.